# Demonstrator
För teknikdemonstrator, se prototyp
Demonstrator, botanices demonstrator, var i äldre tid tjänstetitel för forskare i naturalhistoria eller botanik med tjänsteställning under professor. Till demonstrators arbetsuppgifter hörde att leda exkursioner och i förekommande fall förestå den botaniska trädgården.
Vid Uppsala universitet inrättades en demonstratorsbefattning 1759 (med Carl von Linné den yngre som innehavare), vid Collegium medicum (sedermera Karolinska institutet) i Stockholm 1761, vid Lunds universitet 1770 och vid Kungliga Akademien i Åbo 1778. Tjänsten fanns kvar längst i Lund (1879).